# جوناثان بست
جوناثان بست (بالإنجليزية: Jonathan Best)‏ هو سياسي أسترالي، ولد في 19 أغسطس 1840 في لاونسستون في أستراليا، وتوفي بنفس المكان في 13 مايو 1913. حزبياً، نشط في Liberal Party (Australia, 1909) ‏. وقد انتخب عضو مجلس نواب تسمانيا.